# Bongolava-Mausmaki

Verbreitungsgebiet (rot)

Der Bongolava-Mausmaki (Microcebus bongolavensis) ist eine auf Madagaskar lebende Primatenart aus der  Gattung der Mausmakis innerhalb der Gruppe der Lemuren. Die Art wurde 2007 erstbeschrieben.
Bongolava-Mausmakis sind wie alle Mausmakis sehr kleine Primaten mit rundlichen Köpfen. Sie erreichen eine Kopfrumpflänge von 12 bis 13 Zentimetern, wozu noch ein 15 bis 17 Zentimeter langer Schwanz kommt. Ihr Gewicht beträgt 45 bis 63 Gramm. Ihr kurzes, dichtes Fell ist überwiegend rotbraun gefärbt, der Bauch ist weißlich, bei einigen Tieren ist die Oberseite des Kopfes grau gefärbt. Zwischen den großen Augen verläuft ein auffälliger weißer Streifen.
Diese Primaten sind in Laubwäldern im nordwestlichen Madagaskar beheimatet, unter anderem im Bongolava-Wald, dem sie ihren Namen verdanken. Ihr Verbreitungsgebiet liegt vermutlich zwischen den Flüssen Mahajamba und Sofia, die genauen Ausmaße sind nicht bekannt.
Auch über die Lebensweise weiß man noch nichts. Vermutlich sind sie wie alle Mausmakis nachtaktive Baumbewohner, die sich auf allen vieren oder springend durch das Geäst bewegen und Allesfresser (vorwiegend Früchte und Insekten) sind. Aufgrund der Ungenauigkeiten über das Verbreitungsgebiet lassen sich auch keine Angaben zum Gefährdungsgrad machen, die IUCN listet die Art unter „zu wenig Daten vorhanden“ (data deficient).